# Family City

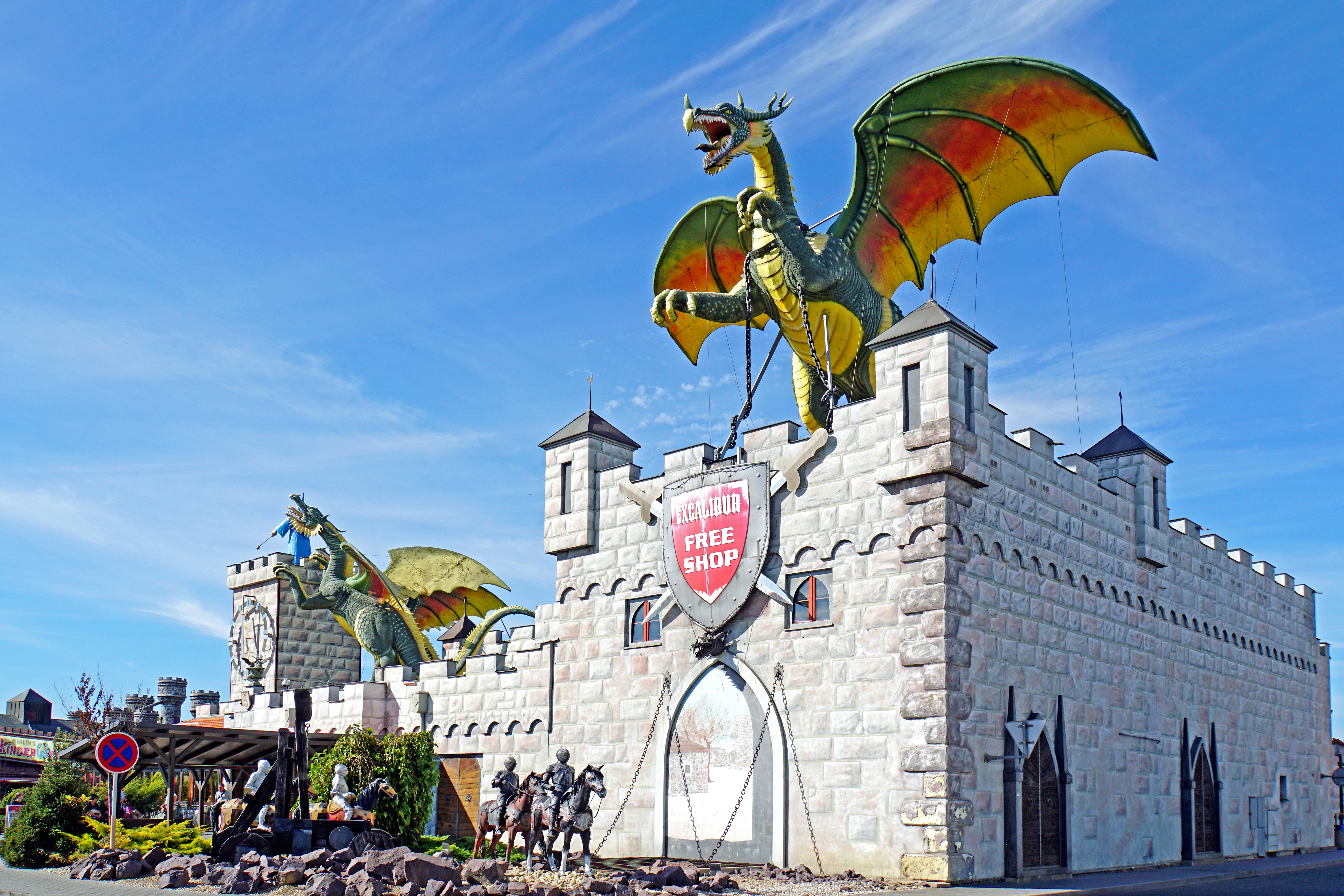
Excalibur City (2016)

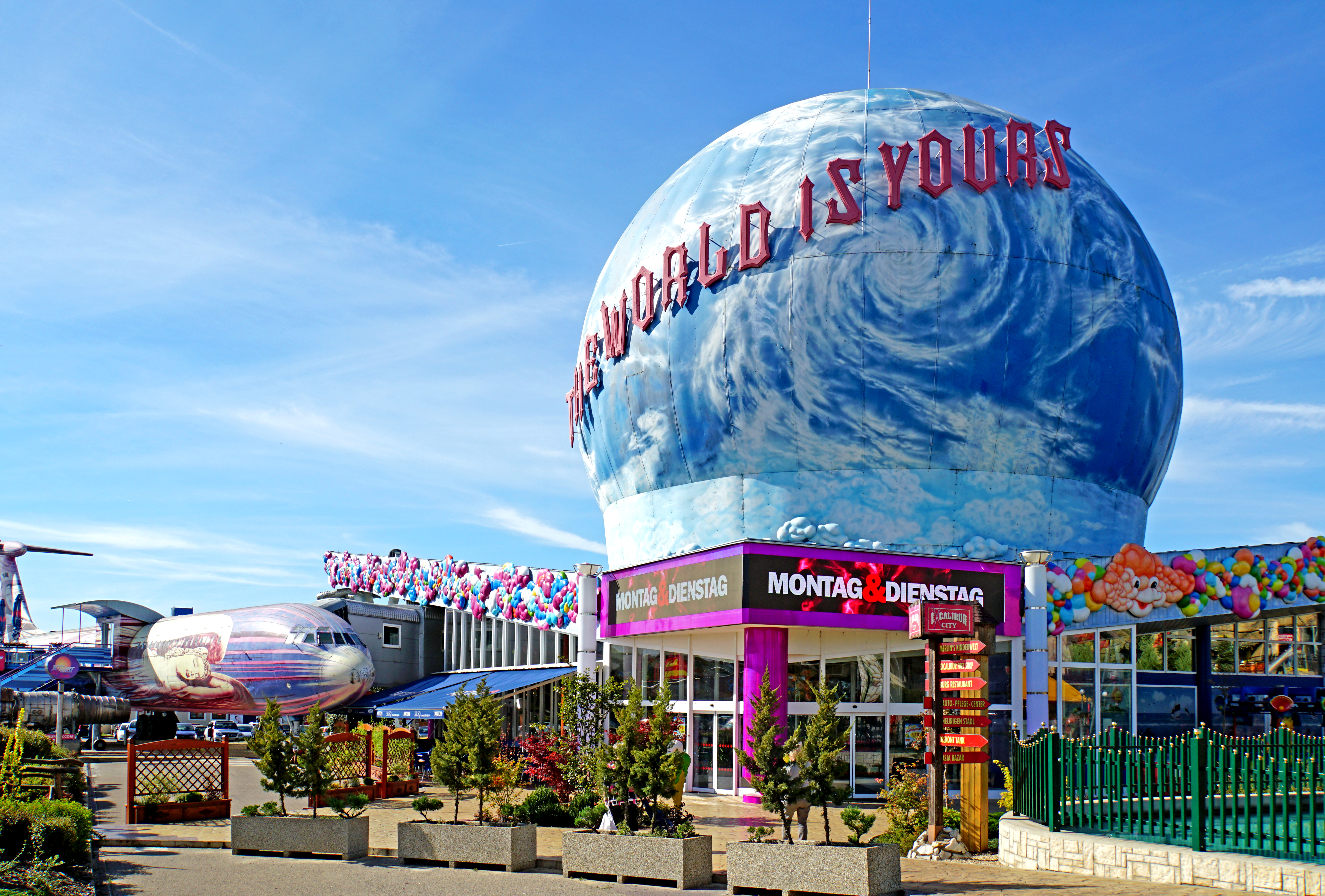
Globe und Jet Rest

Family City (ehemals Excalibur City) ist ein Einkaufszentrum und Vergnügungspark im tschechischen Hatě am Grenzübergang zum österreichischen Kleinhaugsdorf, das 1993 vom österreichischen Unternehmer Ronald Seunig, zusammen mit dem tschechischen Unternehmer Jaro Vlasak, gegründet wurde. Seit 2014 leitet Seunigs Sohn Roger, die Geschäfte.
2024 erfolgte die Umbenennung in Family City.

## Anlage
Family City umfasst ein Areal von mehr als 200.000 m² mit einem Shopping Center, Restaurants, einem Factory-Outlet-Center, vier Spielcasinos, Tankstellen, einem Asia-Bazar und einem Tiercenter.
Family City hat die Artus-Legende zum Thema. Die Fassade des „Free-Shop“ ist derjenigen einer Burg nachempfunden, das Restaurant „Zur Tafelrunde“ ist an das Thema angepasst. Viele Gebäude erinnern an die Legende und sind in mittelalterlichem Stil gehalten. Spätere Gebäude wurden moderner gestaltet.
Auf dem Gelände befindet sich das Privatmuseum Terra Technica, laut Eigenangabe, einer der weltgrößten Jukebox- und Flipperautomaten-Sammlung, die etwa 700 Jukeboxen und 250 Flipperautomaten auf 8500 m² beinhaltet. Das älteste Exponat stammt aus dem Jahr 1890. 2017 wurde im Museum ein Bereich zur Filmgeschichte eröffnet. Zu sehen sind unter anderem ein 1946er-Chrysler von Stan Laurel und das Batmobil aus dem Kinofilm Batman von 1989.

## Vorfälle
Am 20. Dezember 2006 kam es gegen Abend durch die Explosion von Feuerwerkskörpern zu einem Großbrand. Dabei wurde der alte, 1998 eröffnete Bauteil, der das Shopping Center beherbergte, völlig zerstört, jedoch niemand ernsthaft verletzt. Laut Karel Hudec, Generalmanager der Excalibur City, betrug der durch den Brand verursachte Sachschaden 3,6 Millionen Euro. Das Feuer beschädigte ein Viertel des Einkaufszentrums schwer. Dieser Bereich wurde abgerissen und wiederhergestellt.

## Kontroversen

### Gefälschte Markenware
Das Einkaufsareal ist bekannt für den Verkauf gefälschter Markenartikel. 2008 beschlagnahmte der tschechische Zoll bei einer Razzia (damals noch Excalibur City), Waren im Wert von einer halben Million Euro.

### Verstoß gegen Tierwohl
Der österreichische Tierschutzverein Verein gegen Tierfabriken kritisierte 2012 die fehlende artgerechte Haltung der zum Verkauf stehenden Tiere, die bis hin zur Tierquälerei reichten.

### Umschlagplatz für verbotene Feuerwerkskörper
Family City gilt in der Region als ein bedeutender Umschlagplatz für in Österreich verbotene Feuerwerkskörper, sogenannte Dum Bum, die eine erhöhte Verletzungsgefahr bergen. Laut polizeilichen Ermittlungen sollen Böller und Kugelbomben aus Excalibur City stammen, die in der Silvesternacht 2022/2023 zu tödlichen bzw. lebensgefährlichen Verletzungen führten, so starben zwei 18-Jährige nach der Explosion einer möglicherweise dort erworbenen Kugelbombe.

### Illegaler Waffen, Kriegswaffen- und Drogenhandel
2024 deckte das Magazin Kronenzeitung auf, dass es in der Family City ohne Probleme möglich war, illegale Schuss- und Stichwaffen zu erwerben. Laut einer Recherche der Wiener Zeitung, konnten sogar Minderjährige ohne Schwierigkeiten, Kriegswaffen wie eine Uzi und Drogen jeglicher Couleur, wie Crystal Meth, kaufen.

### Unterstützung des rechtsextremen TV-Senders AUF1
Ronald Seunig gab dem rechtsextremen TV-Sender AUF1 2024 ein Interview, in dem er Verschwörungstheorien (z. B. Great Reset oder Falschinformationen zur COVID-19-Pandemie) verbreitete. Sein Sohn Roger Seunig, Leiter der Einkaufsstadt, schaltet dort Werbeanzeigen.

## Excalibur Cityim Film
2022 stellte die Filmregisseurin Clara Zoë My-Linh von Arnim ihren DFFB-Abschlussfilm Excalibur City auf den Hofer Filmtagen vor. Der Film thematisiert den Schmuggel von Crystal Meth durch vietnamesische Flüchtlinge zu der Einkaufsstadt, um sie dort Abnehmern abzuliefern. Dabei sind zwei Schwestern erheblicher Gewalt ausgesetzt.